# Tournées de concerts de Catherine Ringer
En accompagnement de la sortie de Ring n' Roll, son tout premier album studio en solo, Catherine Ringer (ex-chanteuse du duo Les Rita Mitsouko) s'est lancée au printemps 2011 dans une tournée de concerts en solo.

## Tournée 2008 (Catherine Ringer chante Les Rita Mitsouko and more)
Le Variety Tour, l'ultime tournée des Rita Mitsouko est interrompue à la suite de la mort de Frédéric Chichin le 28 novembre 2007. Catherine Ringer reprendra la tournée en mars 2008 sous le nom de Catherine Ringer chante Les Rita Mitsouko and more jusqu'à la dernière représentation le 27 juillet 2008 sur la scène du Métropolis de Montréal. 
| Mois         | Jour (Ville - Lieu) |
| ------------ | --- |
| Juillet 2008 | le 11 (Clermont-Ferrand - Coopérative de Mai), le 15 (La Rochelle - Festival "Francofolies", Grande Scène St Jean d'Acre), les 21 et 22 (Paris - La Cigale) le 27 (Montréal - Francofolies de Montréal - Métropolis) |

## TournéeRing n' Roll Tour - De concert avec vous
| Mois                                | Jour (Ville - Lieu) |
| ----------------------------------- | --- |
| Mars 2011                           | les 30 et 31 'Paris - La Boule noire) |
| Avril 2011                          | du 3 au 5 (Paris - La Boule noire), le 07 (Ris-Orangis - Le Plan), le 08 (Massy - Centre Culturel Paul Bailliart) France, le 09 (Sannois - L'EMB), le 12 (Dijon - La Vapeur), le 21 (Bourges - Festival "Le Printemps de Bourges") |
| 02/05/2011 : sortie de Ring n' Roll | |
| Mai 2011                            | le 10 (La Plaine-Saint-Denis - Canal+, Émission "L'album de la semaine", Studio 104), le 14 (Paris - Carrousel du Louvre, Salle Lenôtre), le 19 (Paris - La Cigale), 21 (Reims - La Cartonnerie), le 22 (Paris - La Cigale), le 25 (Clermont-Ferrand - Festival "Europavox", Coopérative de Mai), le 31 (Paris - La Boule noire) |
| Juin 2011                           | le 01 (Luxembourg - L'Atelier) le 02 (Neuchâtel - Festival Festineuch') le 04 (Bruxelles - L'Orangerie, Le Botanique) le 14 (Montréal - Le Métropolis), le 15 (Québec - Théâtre Petit Champlain), le 17 (Ottawa - Festival "Les Francofolies d'Ottawa") le 21 (New York -Festival "Summer Stage", Central Park) |
| Juillet 2011                        | le 14 (Lyon - Festival "Les Nuits de Fourvières", Théâtre Antique), le 16 (Six-Fours - Festival "Les Voix du Gaou"), le 20 (Biarritz - Big Festival), le 21 (Carcassonne - Festival de Carcassonne, Théâtre médiéval), le 22 (Arles - Festival "Les Escales du Cargo", Théâtre Antique), le 24 (Paris - Parvis de l'Hôtel de Ville, FNAC Live), le 30 (Malestroit - Festival "Le Pont du Rock") |
| Août 2011                           | le 05 (Crozon - Festival du Bout du Monde) |
| Octobre 2011                        | le 04 (Conflans-Sainte-Honorine - Théâtre Simone Signoret), le 07 (La Rochelle - La Sirène), le 08 (Rennes - La Cité), le 10 (Nancy - Festival "NJP", Chapiteau de la Pépinière), le 11 (Montpellier - Festival international de la guitare, Le Rockstore), le 14 (Rouen - Le 106), le 15 (Besançon - La Rodia), le 18 (Marseille - Les Fiestas des Suds, Dock des Suds), le 19 (Toulouse - Le Bikini) le 22 (Genève - Le Thonex) le 24 (Berlin - Maschinenhaus) le 26 (Troyes - Les Nuits de Champagne - Espace Argence)                                  |
| Novembre 2011                       | le 05 (Châtenay-Malabry - Théâtre la Piscine Chatenay), le 07 (Orléans - L'Astrolabe), le 08 (Paris - Olympia), le 12 (Chemillé - Festival "Les Z'Eclectiques" - Théâtre Foirail) le 15 (Londres - Bush Hall) le 17 (Strasbourg - La Laiterie) le 18 (Fribourg - Le Fri-Son) le 22 (Lille - L'Aeronef), le 23 (Lyon - Le Transbordeur), le 25 (Poitiers - La Blaiserie), le 29 (Nantes - Stereolux) |
| Décembre 2011                       | le 09 (Grenoble - Salle de Création de la MC2), le 10 (Castres - Le Bolegason) |
| Mai 2012                            | le 26 (Saint-Laurent-de-Cuves - Festival "Papillons de Nuit") |
| Juin 2012                           | le 01 (Saint-Pierre - Sakifo Musik Festival, scène Le Salahin), le 16 (Sète - Festival "Quand je pense à Fernande", Théâtre de la mer), le 29 (Nort-sur-Erdre - Festival "La Nuit de l'Erdre") |
| Juillet 2012                        | le 01/07/2012 (Saint-Dizier - Festival "Musical'été"), le 06 (Saint-Maur-des-Fossés - Festival "Rock sur Marne"), le 07 (Albi - Festival "Pause Guitare"), le 09 (Argelès-sur-Mer - Festival "Les Déferlantes d'Argelès"), le 12 (La Rochelle - Festival "Francofolies"), le 13 (Tours - Festival "Terres du Son") le 22 (Spa - Festival "Les Francofolies de Spa") le 24 (Vienne - Théâtre antique, La Belle Soirée #3), le 26 (Cognac - La Fête de Cognac) le 27 (Estavayer-le-Lac - Estivale Open Air) le 28 (Sélestat - Festival "Léz'Arts Scéniques") |
| Août 2012                           | le 02 (Porrentruy - Festival "Rock Air") le 03 (Vence - Festival "Nuits Du Sud à Vence"), le 05 (Saint-Florent - Festival "Porto Latino"), le 08 (Pau - Festival "L'Été à Pau", Théâtre de Verdure), le 09 (Hyères - Festival de Hyères), le 11 (Landerneau - Festival "Fête du bruit") le 12 (Bruxelles - Brussel Summer Fest.) |

## TournéeA New Tango Song Bookde "Plaza Francia"
Projet de Catherine Ringer, (Christoph H.) Müller & (Eduardo) Makaroff
| Mois                                                                     | Jour (Ville - Lieu) |
| ------------------------------------------------------------------------ | --- |
| Novembre 2013                                                            | le 29 (Sannois - EMB, Espace Michel Berger), le 30 (Clermont-Ferrand - Coopérative de Mai) |
| 7 avril 2014 : sortie de l'album A New Tango Song Book de Plaza Francia. | |
| Avril 2014                                                               | le 08 (Orléans - L'Astrolabe), le 10 (Besançon - La Rodia), le 15 (Caen - Le Cargo), le 16 (Rennes - Festival "Mythos" - Cabaret Botanique) le 18 (Crans-Montana - Caprices Festival) le 19 (Nîmes - La Paloma (SMAC, Scène de Musiques Actuelles)), les 23, 24 & 25 (Bourges - Festival "Printemps de Bourges"), le 29 (Paris - Théâtre des Folies Bergère), le 30 (Nantes - Le Stereolux)               |
| Mai 2014                                                                 | le 02 (Thônex - Thônex Live, salle des fêtes de Thônex-Genève), le 03 (Zurich - Kaufleuten) le 07 (Monte-Carlo - Opéra Garnier) le 13 (Lille - Theatre sébastopol), le 15 (Nantes - Le Stereolux), le 16 (Brest - La Carène), le 22 (Reims - La Cartonnerie), le 23 (Le Mans - L'Oasis) le 26 (Bruxelles - Les Nuits Botaniques) le 30 (Bulle - Festival "Les Francomanias" - Espace Gruyère)             |
| Juin 2014                                                                | le 06 (Saint-Brieuc - Grande Scène, Place Poulain Corbion) le 07 (Le Locle près La Chaux-du-Milieu - Festival "Corbak") le 14 (Douai - L'Hippodrôme) |
| Juillet 2014                                                             | le 05 (Thonon-les-Bains - Festival "Monjoux") , le 07 (Lyon - Festival "Les Nuits de Fourvière" - Théâtres romains de Fourvière), le 09 (Paris - Festival "Lalala Unplugged"), le 11 (Boulogne-sur-Mer - Festival "Côte d'Opale"), le 12 (La Rochelle - Festival "Les Francofolies" - Esplanade Saint-Jean-d'Acre), le 19 (Brive-La-Gaillarde - "Brive Plage Festival"), le 27 (Langon - Nuits Atypiques) |
| Août 2014                                                                | le 05 (Sète - Fiest'A Sète) |